# Phaedyma sumbana
Phaedyma sumbana är en fjärilsart som beskrevs av Hans Fruhstorfer 1905. Phaedyma sumbana ingår i släktet Phaedyma och familjen praktfjärilar. Inga underarter finns listade i Catalogue of Life.